# 卡刚果
卡刚果是安哥拉的城鎮，位於大西洋沿岸，由喀丙達省負責管轄，北面與剛果共和國接壤，南面是布科藻，面積1,732平方公里，人口約21,000，人口密度每平方公里12.1人。